# Salzburger Wappen

Salzburger Landeswappen

Das Salzburger Wappen des Landes Salzburg ist laut dem Landes-Verfassungsgesetz 1999 (LGBl. Nr. 25/1999) Artikel 8 (1)
„das historische Wappen. Es besteht aus einem gekrönten gespaltenen Schild: rechts in Gold ein aufrechter nach rechts gewendeter schwarzer Löwe, links in Rot ein silberner Balken“.

## Beschreibung

Salzburger Landesflagge

Das Wappen ist mit dem Fürstenhut gekrönt. Der Fürstenhut besteht aus fünflappigem Hermelinstulp samt purpurner Haube, darauf drei perlenbesetzte Spangen, mittig der goldene Reichsapfel. Der Fürstenhut erinnert an das frühere Erzstift Salzburg. Von 1806 bis 1909 als noch provisorischer Teil der österreichischen Monarchie (Kaiserthum Österreich) war das Wappen mit dem Herzogshut gekrönt.
Der silberne Balken in Rot ist – das ist beachtenswert –  nicht der Bindenschild der Babenberger und Habsburger. Seine Herkunft ist ungeklärt. Die Herkunft des Wappens wird entweder auf den Spanheimer Philipp von Spanheim, Erzbischof von Salzburg (1247–1257), zurückgeführt, oder auf die Staufer.
Wenn das Wappen allerdings auf Philipp von Spanheim zurückgehen würde, dann könnte er ursprünglich auf die Eppensteiner und so auf gemeinsame Wurzeln mit dem babenbergischen Bindenschild zurückgehen, welcher in seinen Ursprüngen auf die Eppensteiner zurückgeht, ebenso wie der Löwe auf das ursprüngliche Löwenwappen der Babenberger, der möglicherweise mit dem Löwenwappen der Staufer in Zusammenhang steht. Philipp von Spanheims Bruder, Herzog Ulrich III. von Kärnten, ebenfalls aus dem Geschlecht der Spanheimer, nämlich legte 1246, als das babenbergische Erbe (Österreich) infolge des Aussterbens der Babenberger freigeworden war, sein ursprüngliches Wappen, einen schwarzen Panther auf silbernem Grund, ab, um angeblich seinen Anspruch auf das babenbergische Erbe in einem dazu geeigneten neuen Wappen zum Ausdruck zu bringen. Sein Vater, der Spanheimer Herzog Bernhard von Kärnten, war nämlich der Sohn der Babenbergerin Agnes, einer Tochter Heinrichs II. von Österreich und Schwester Herzog Heinrichs I. von Mödling. Das neue Wappen war gespalten und zeigte vorne den Babenberger Löwen in seiner Dreizahl (babenbergische Linie Mödling), hinten den österreichischen Bindenschild, wie ihn die Babenberger übernommen hatten. Später hatten die Meinhardiner als neue Herzöge von Kärnten dieses Wappen als ihr Familienwappen übernommen. Möglicherweise hatte Philipp von Spanheim, der selbst noch den Pantherschild weiterführte, den einfachen Babenberger Löwen in die vordere Schildhälfte des Salzburger Wappens gesetzt, um eine Unterscheidung vom Wappen seines Bruders Ulrich zu gewährleisten.

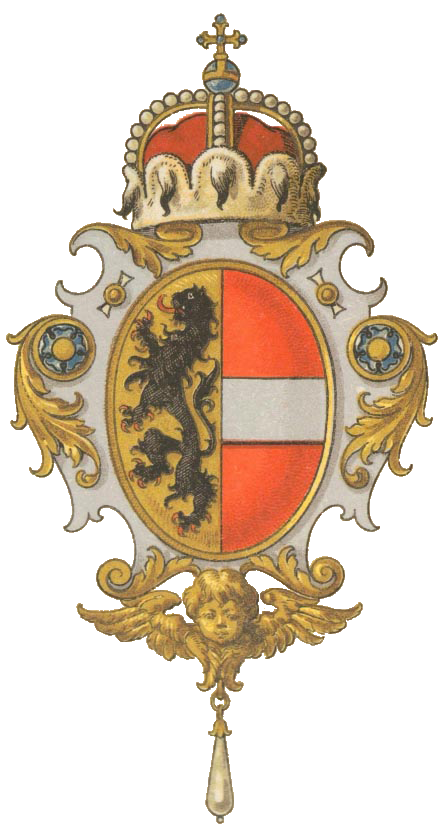
Wappen des Kronlandes Salzburg zu Zeiten der k.u.k. Monarchie Österreich Ungarn
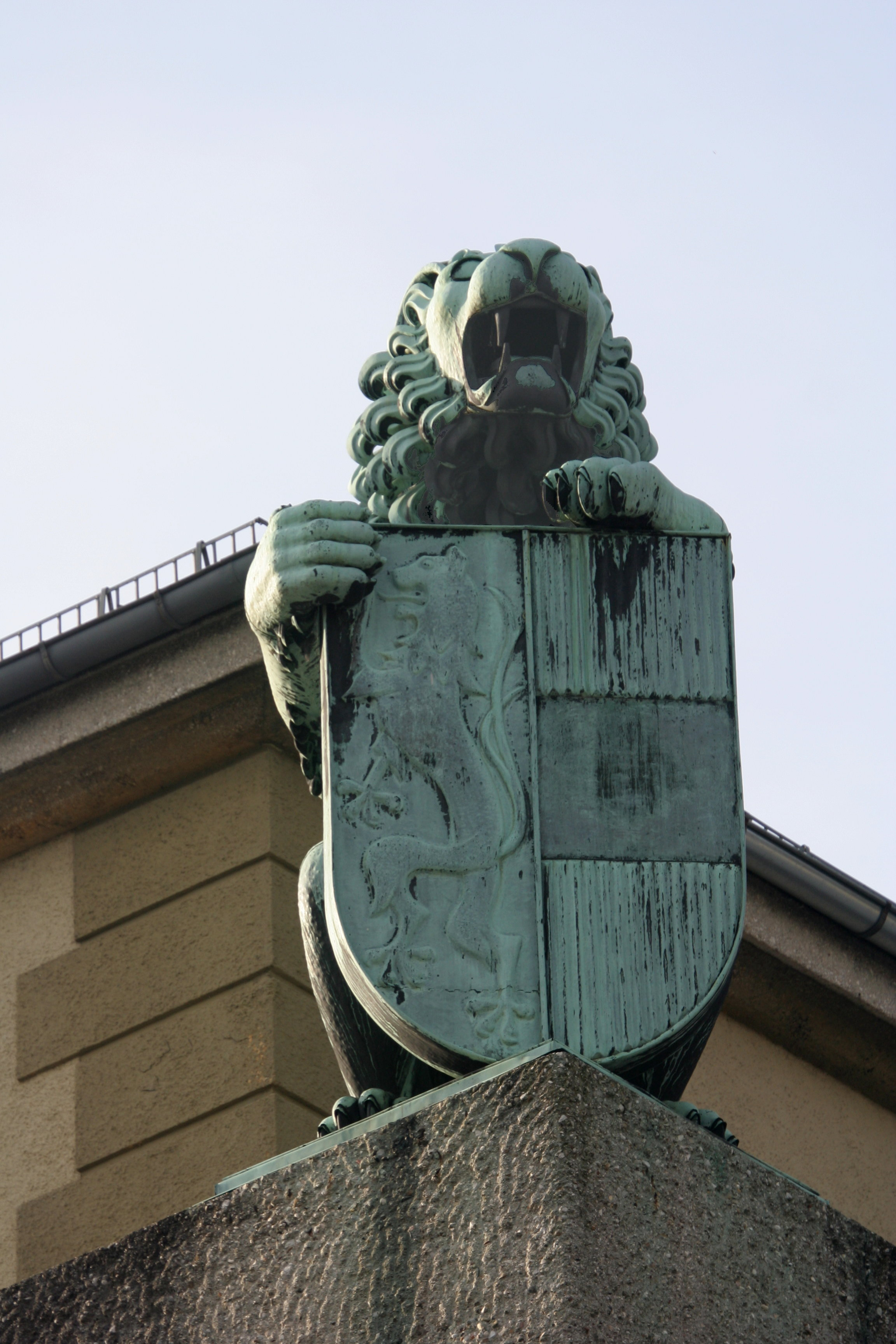
Löwe mit Salzburger Landeswappen am Festspielhaus